# Auranticarpa ilicifolia
Auranticarpa ilicifolia är en tvåhjärtbladig växtart som beskrevs av L. W. Cayzer, M. D. Crisp och I. R. H. Telford. Auranticarpa ilicifolia ingår i släktet Auranticarpa och familjen Pittosporaceae. Inga underarter finns listade.